# Stanislav Tošovský
Stanislav Tošovský (17. května 1910 Ústí nad Orlicí – 28. květen 2004 Ústí nad Orlicí) byl český architekt.

## Život
Stanislav se narodil v rodině zednického mistra Františka Tošovského, budoucího majitele cihelny v Ústí nad Orlicí. Vystudoval architekturu na Fakultě architektury a pozemního stavitelství ČVUT v Praze. Byl žákem Antonína Mendla. Po krátkém působení v několika pražských stavebních firmách se koncem 30. let vrátil do Ústí nad Orlicí, kde si otevřel vlastní projekční kancelář.

## Dílo

### Realizované projekty
- městské koupaliště v Ústí nad Orlicí (1938)
- dvojice místních reprezentativních vil (přelom 30. a 40. let)
- restaurace Letka a sousední budovy na sídlišti Dukla v Pardubicích (50. léta)

### Návrhy
- kostel československé církve husitské ve Vysokém Mýtě
- divadlo v Ústí nad Orlicí